# Ordre de bataille confédéré de Brandy Station
Les unités et les commandants suivants ont combattu lors la bataille de Brandy Station de la guerre, de Sécession dans les rangs confédérés. L'ordre de bataille unioniste est indiqué séparément. L'ordre de bataille est compilé à partir de l'organisation de l'armée au moment de la bataille.

## Abréviations utilisées

### Grade militaire
- MG = Major général
- BG = Brigadier général
- Col = Colonel
- Ltc = Lieutenant-colonel
- Maj = Commandant
- Cpt = Capitaine
- Lt = Lieutenant

### Autre
- (b) = blessé
- mb = mortellement blessé
- † = tué
- (PDG) = capturé

## Armée de Virginie du Nord

### Division de cavalerie
| Division                                              | Brigade                                                                                             | Régiments et autres |
| ----------------------------------------------------- | --------------------------------------------------------------------------------------------------- | --- |
| Division de cavalerie de Stuart MG James E. B. Stuart | Brigade de Jones BG William E. Jones                                                                | - 6th Virginia : Maj Cabel E. Flournoy - 7th Virginia : Ltc Thomas Marshall - 11th Virginia : Col Lunsford L. Lomax - 12th Virginia : Col Asher W. Harman (b) - 35th Virginia Battalion : Ltc Elijah V. White (b)                                                                                        |
| Division de cavalerie de Stuart MG James E. B. Stuart | Brigade de William H. F. Lee BG William H. F. Lee (b) Col James L. Davis Col John R. Chambliss, Jr. | - 2nd North Carolina : Col Solomon Williams (†), Ltc William H. F. Payne - 9th Virginia : Col Richard L. T. Beale - 10th Virginia : Col James L. Davis, Maj Joseph Rosser - 13th Virginia : Col John R. Chambliss, Jr.                                                                                   |
| Division de cavalerie de Stuart MG James E. B. Stuart | Brigade de Hampton BG Wade Hampton                                                                  | - 1st North Carolina : Col Laurence S. Baker - 1st South Carolina : Col John L. Black - 2nd South Carolina : Col Matthew C. Butler (b), Ltc Frank Hampton (†), Maj Thomas J. Lipscomb - Légion de Cobb (Géorgie) : Col Pierce M. B. Young (b) - Légion de Jeff Davis (Mississippi : Ltc Joseph F. Waring |
| Division de cavalerie de Stuart MG James E. B. Stuart | Brigade de Fitzhugh Lee Col Thomas T. Munford                                                       | - 1st Virginia : Col James H. Drake - 2nd Virginia : Ltc James W. Watts - 3rd Virginia : Col Thomas H. Owen - 4th Virginia : Col Williams C. Wickham |
| Division de cavalerie de Stuart MG James E. B. Stuart | Bigade de Robertson BG Beverly H. Robertson                                                         | - 4th North Carolina: Col Dennis D. Ferebee - 5th North Carolina: Col Peter G. Evans |
| Division de cavalerie de Stuart MG James E. B. Stuart | Artillerie montée de Stuart Maj Robert F. Beckham                                                   | - Batterie de Hart (Caroline du Sud) : Cpt James F. Hart - Batterie de Breathed (Virginie) : Cpt James Breathed - Batterie de Chew (Virginie) : Cpt Roger P. Chew - Batterie de Moorman (Virginie) : Cpt Marcellus N. Moorman - Batterie de McGregor' (Virginie) : Cpt William M. McGregor               |